# 贝尔格雷夫广场49号
贝尔格雷夫广场49号（49 Belgrave Square）是英国伦敦的一座二级登录建筑 ，位于贝尔格雷夫广场。
它完成于1851年，由汤玛斯·邱比特设计。它最初被称为“独立北大厦”（Independent North Mansion）。1859年，梅休&奈特建造入口处，加入八角形门厅。

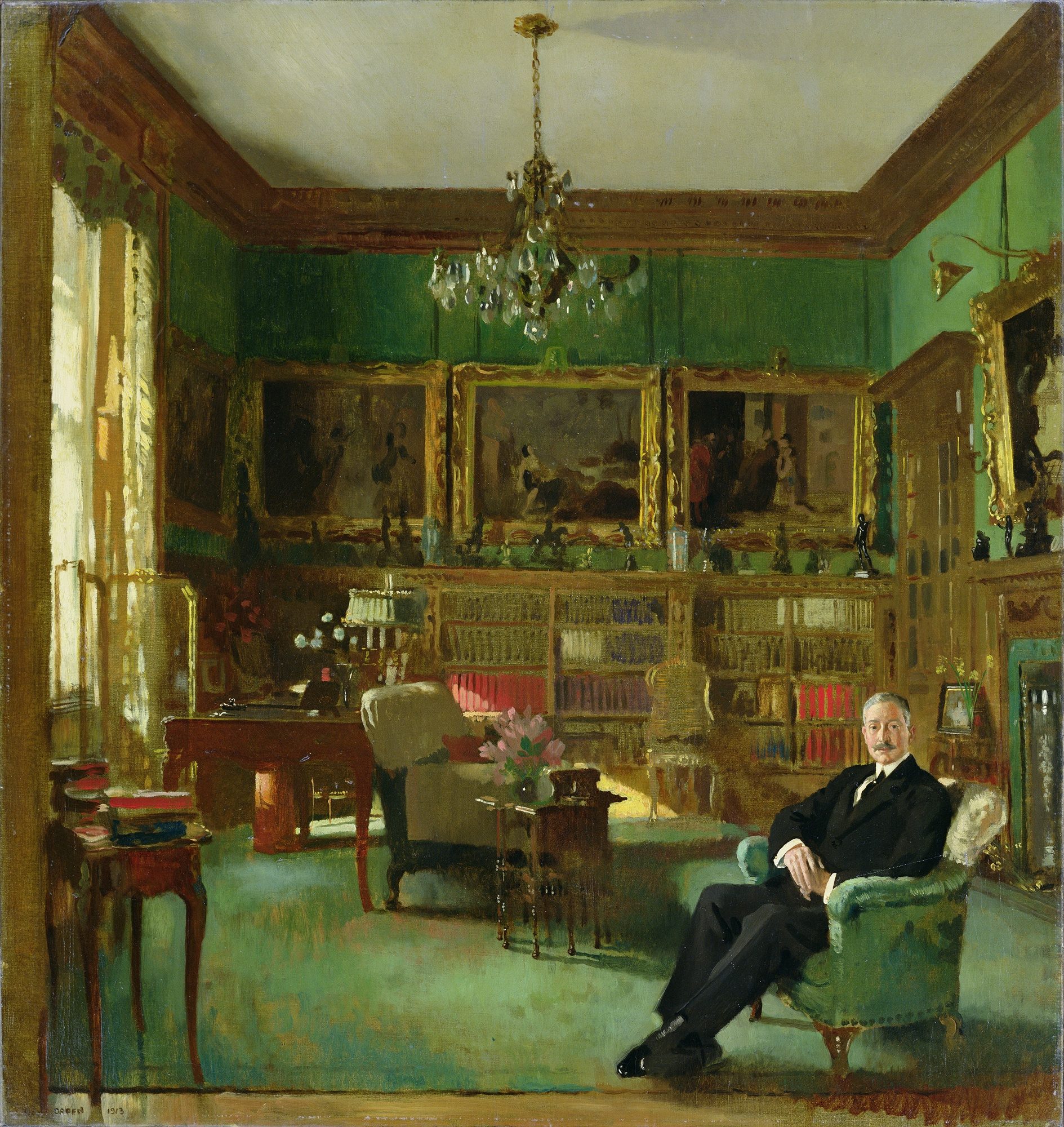
《奥托·贝特爵士在贝尔格雷夫广场49号》，1913年，约翰内斯堡美术馆

第一位主人，西德尼·赫伯特, 第1代LEA的赫伯特男爵将其命名为“贝尔格雷夫山庄” 他的儿子西德尼·赫伯特，第14代彭布罗克伯爵在1853年出生在那里。
赫伯特之后，里士满公爵住在这里。
这所房子后来被阿尔弗雷德·贝特获得，1906年由他的兄弟奥托·贝特爵士继承。 他的儿子阿尔弗雷德·贝特爵士，第2代小男爵在这里长大，在1930年他父亲去世时继承了房子，连同庞大的艺术收藏。他搬迁到肯辛顿宫花园，并于1936年出售房屋。
1936年这座建筑被阿根廷获得，此后一直作为大使官邸。 自2006年以来每年向公众开放一个周末，作为开放参观伦敦（Open House London）活动的一部分，“华丽的内饰仍然完好无损。”
在第二次世界大战中，该建筑成为自愿在英军服务的阿根廷人的聚会场所，主要是飞行员。